# عمال (ولاية بومرداس)
عمال هي بلدية تابعة لدائرة الثنية بولاية بومرداس تبعد حوالي 25كم من عاصمة الولاية ويقطنها حوالي 16000 نسمة 

## الملاعب
يضم إقليم بلدية عمال العديد من ملاعب كرة القدم، منها:
1. ملعب عمال (الإحداثيات: 36°38′03″N 3°35′34″E / 36.6341001°N 3.5926551°E)

## مواضيع ذات صلة
- بلديات ولاية بومرداس
- دوائر ولاية بومرداس